# Stadl an der Mur

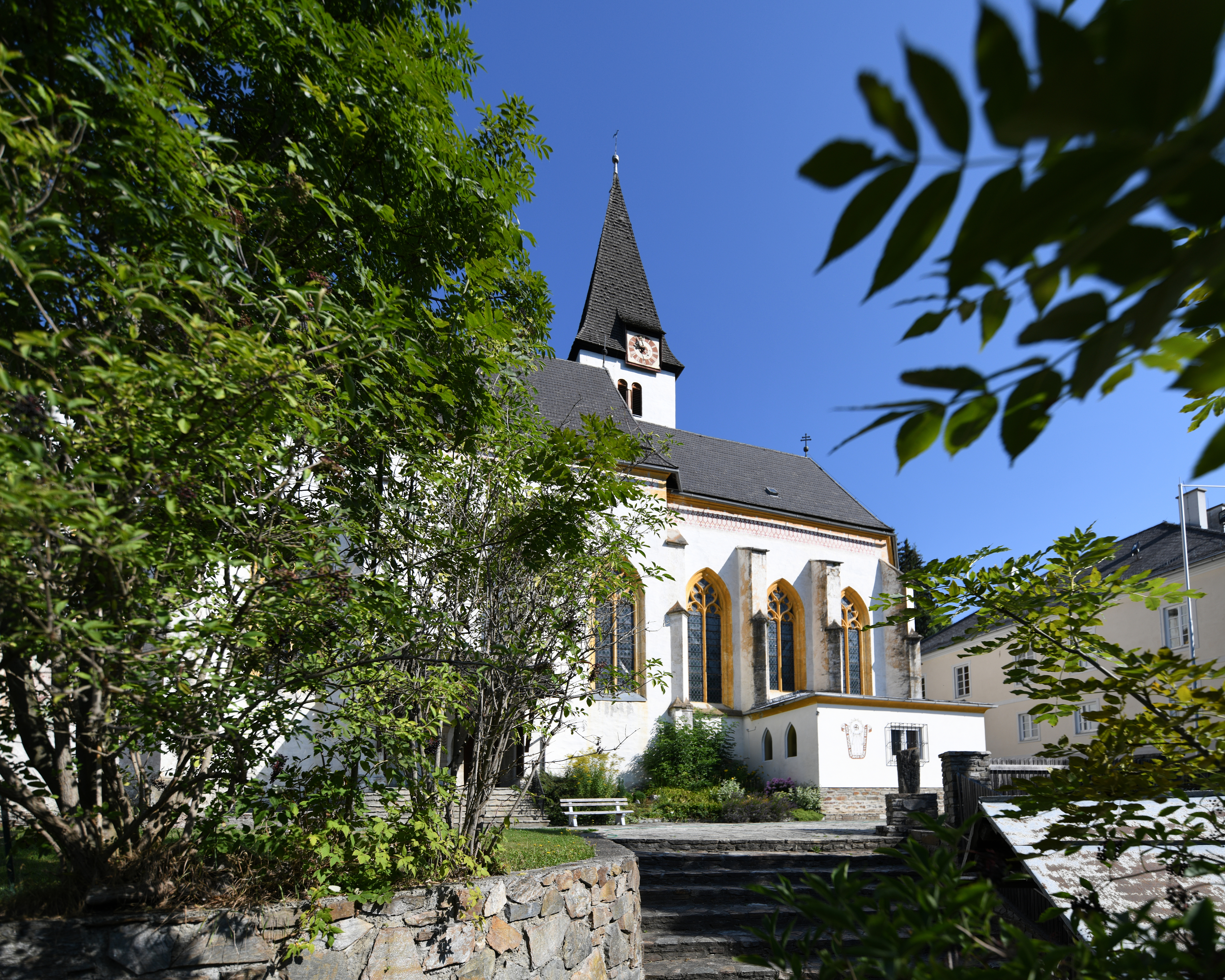
Pfarrkirche Stadl an der Mur, Patrozinium des Hl. Johannes des Täufers

Stadl an der Mur war eine Gemeinde mit 957 Einwohnern (Stand: 1. Jänner 2017) im Bezirk Murau in der Steiermark. Im Rahmen der Gemeindestrukturreform in der Steiermark wurde sie mit 1. Jänner 2015 mit der Gemeinde Predlitz-Turrach zusammengeschlossen.
Die daraus entstandene neue Gemeinde führt den Namen Stadl-Predlitz. Grundlage dafür war das Steiermärkische Gemeindestrukturreformgesetz – StGsrG.

## Geographie

### Geographische Lage
Stadl liegt im oberen Murtal etwa 16 Kilometer westlich von Murau. Die ehemalige Gemeinde grenzt an die Bundesländer Salzburg und Kärnten sowie an die steirische Gemeinde Sankt Georgen am Kreischberg.

### Ehemalige Nachbargemeinden
An Stadl an der Mur grenzten (im Norden beginnend im Uhrzeigersinn) die Gemeinden:
- Tamsweg (Salzburg)
- Sankt Ruprecht-Falkendorf
- Sankt Georgen ob Murau
- Metnitz (Kärnten)
- Glödnitz (Kärnten)
- Deutsch-Griffen (Kärnten)
- Predlitz-Turrach

Die ehemals eigenständigen Gemeinden Sankt Ruprecht-Falkendorf und Sankt Georgen ob Murau wurden zur Gemeinde Sankt Georgen am Kreischberg zusammengelegt.

### Gliederung
Das Gemeindegebiet umfasste vier Ortschaften (in Klammern Einwohnerzahl Stand 1. Jänner 2024):
- Paal (130)
- Sonnberg (78)
- Stadl an der Mur (404)
- Steindorf (339)

Die Gemeinde bestand aus der einzigen Katastralgemeinde Stadl.

## Geschichte
Der Ort bestand schon zur Römerzeit unter dem Namen Graviacae. Im Mittelalter waren der Salzbergbau und die Stahlerzeugung prägend für den Ort. Die politische Gemeinde Stadl wurde 1849/50 errichtet.
Heute ist Stadl ein Sommer- und Wintertourismusort.

## Bevölkerung

### Bevölkerungsentwicklung
Die Einwohnerzahl von Stadl an der Mur blieb seit 1869 weitgehend gleich. Den niedrigsten Stand erreichte sie bei der Volkszählung 1900 mit 965 Personen, den höchsten 1951, als 1.320 gezählt wurden.

### Religionen
Die Einwohner gehören ganz überwiegend (93,7 %) der römisch-katholischen Kirche an; 2,9 % sind evangelisch. Andere Religionsgemeinschaften haben weniger als 1 % Anhänger. Ohne religiöses Bekenntnis sind 2,4 %.
Stadl ist Sitz einer römisch-katholischen Pfarre.

## Kultur und Sehenswürdigkeiten

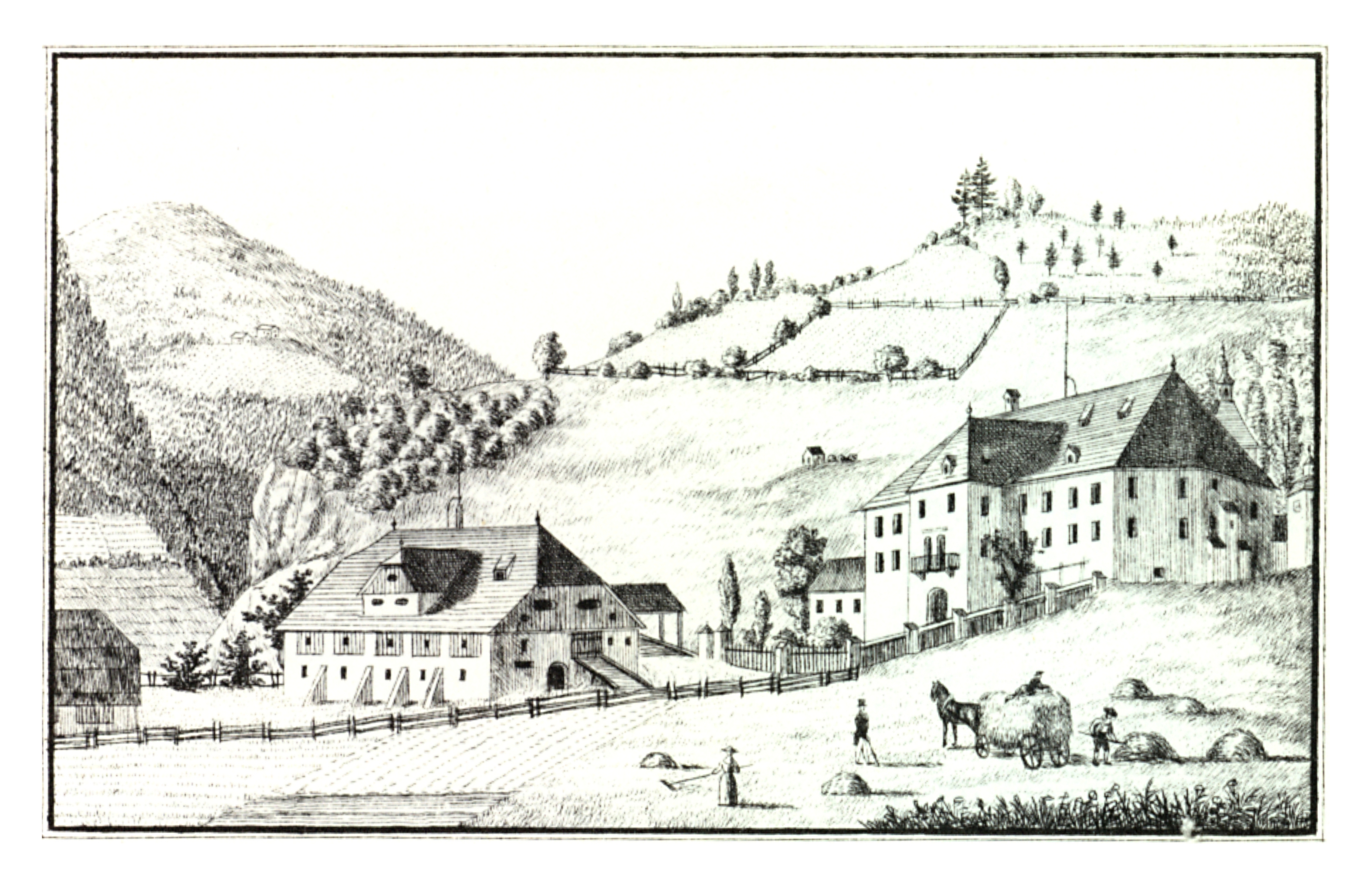
Schloss Goppelsbach um 1830, Lith. Anstalt J.F. Kaiser, Graz

- Katholische Pfarrkirche Stadl an der Mur hl. Johannes der Täufer
- Renaissanceschloss Goppelsbach (errichtet ab 1587)[5]

## Wirtschaft und Infrastruktur

### Verkehr
Durch Stadl führt die Murauer Straße B 97 von Predlitz nach Murau. Nach Süden verbindet eine Landesstraße über den Flattnitzpass Stadl mit der Kärntner Gemeinde Glödnitz.
Die Gemeinde ist durch den Bahnhof Stadl der Murtalbahn an das Eisenbahnnetz angeschlossen.

### Ansässige Unternehmen
Stadl an der Mur ist ein zweisaisonaler Tourismusort mit etwa 17.000 Übernachtungen. Neben dem Baugewerbe gibt es ein Munitionslager und ein Ausbildungsheim des Bundesheers. 2004 wurden zwei Unternehmen bei Großbränden schwer geschädigt, ein Betrieb in dem Fertigteilhäuser produziert werden, wurde wieder aufgebaut.
Infrastrukturmäßig ist Stadl einer der wenigen gut ausgestatteten Orte im Bezirk (Arzt, Kindergarten, Volksschule, Neue Mittelschule, Seniorenheim gebaut 2005, Freizeitanlage mit Badeteich, Kfz- und Landmaschinenwerkstätte, Bäckerei, Fleischerei, Lebensmittelgeschäft, Campingplatz, vier Gasthäuser).

## Persönlichkeiten

### Söhne und Töchter von Stadl
- Ivo Hirschler (* 1931), Schriftsteller und Journalist
- Marina Seiller-Nedkoff (* 1944), Malerin
- Erich Moser (* 1948), ehemaliger Bürgermeister und Bundesrat